# Ozolnieku stadions
Ozolnieku stadions – stadion sportowy w Ozolniekach, na Łotwie. Może pomieścić 1500 widzów. Swoje spotkania rozgrywają na nim piłkarze klubu FK Ozolnieki. Na obiekcie jeden raz wystąpiła piłkarska reprezentacja Łotwy, remisując 6 listopada 1994 roku towarzysko z Estonią 0:0.